# Ягодный (Екатеринбург)
Я́годный — бывший посёлок в составе Орджоникидзевского района города Екатеринбурга в Свердловской области.

## География
Посёлок расположен рядом с ЕКАД в северной части Екатеринбурга. Расстояние до бывшего центра сельсовета посёлка Садовый 3 км, до ближайшей железнодорожной станции Березит — 7 км. Ближайшие населённые пункты (в составе Екатеринбурга) — посёлки Садовый, Березит, Зелёный Бор.

## История
Поселок поликлиники был переименован в поселок Ягодный 22 ноября 1966 года указом Президиума ВС РСФСР.
Посёлок входил в состав Садового сельсовета.
29 апреля 1999 года улицы Луговая, Первая и Вторая были переименованы в Полынную, Фруктовую и Клубничную соответственно.
9 декабря 2014 года был назначен опрос жителей по вопросу присоединения поселка к городу Екатеринбургу. Протокол опроса был утвержден 10 марта 2015 года.
11 февраля  2016 населённый пункт был упразднён и включён в городскую черту Екатеринбурга.

## Население
| 2002 | 2009 | 2010 |
| ---- | ---- | ---- |
| 26   | ↗68  | ↗88  |

Структура
По данным переписи 2002 года национальный состав следующий: русские — 72 %. По данным переписи 2010 года в посёлке было: мужчин — 50, женщин — 38.